# Ramon Vilaclara i Pascual
Ramon Vilaclara i Pascual (Barcelona, 30 de novembre del 1891 – Moreno, província de Buenos Aires, 8 d'abril del 1974) va ser un violoncel·lista i professor de música català que va fer carrera a l'Argentina.
Va fer els seus estudis musicals al Conservatori d'Isabel II i a l'Escola Municipal de Música de Barcelona, on tingué per mestres Carles Pellicer (piano), Bonaventura Dini (violoncel) i Antoni Nicolau (harmonia i contrapunt); s'especialitzà en el violoncel. Debutà amb un seguit de concerts per a piano i violoncel i ben aviat destacà per les seves interpretacions de Schumann, Mendelssohn, Saint-Saëns i Chopin. També va tocar en l'orquestra del Liceu. L'any 1910 es va establir a Buenos Aires, i a l'any següent hom el contractà per tocar en el "Teatro de la Ópera". Dos anys més tard, juntament amb el també català Lleó Fontova, fundà la Sociedad Argentina de Música de Cámara, entitat que el feu guanyar anomenada en el món artístic argentí. A partir de l'any 1932 i durant un llarg període va ser primer violoncel solista de l'orquestra del Teatro Colón, de Buenos Aires.
Es dedicà a la docència i va ser professor de música al "Conservatorio Nacional de Educación" del 1925 endavant. També exercí de professor de viola a l'"Instituto Nacional de Ciegos", a l'"Instituto Musical León Fontova" i als conservatoris Fracassi i Beethoven. Entre molts d'altres, tingué per deixebles Edgardo Zollhofer i Jose Bragato.